# La dama e l'avventuriero (film 1931)

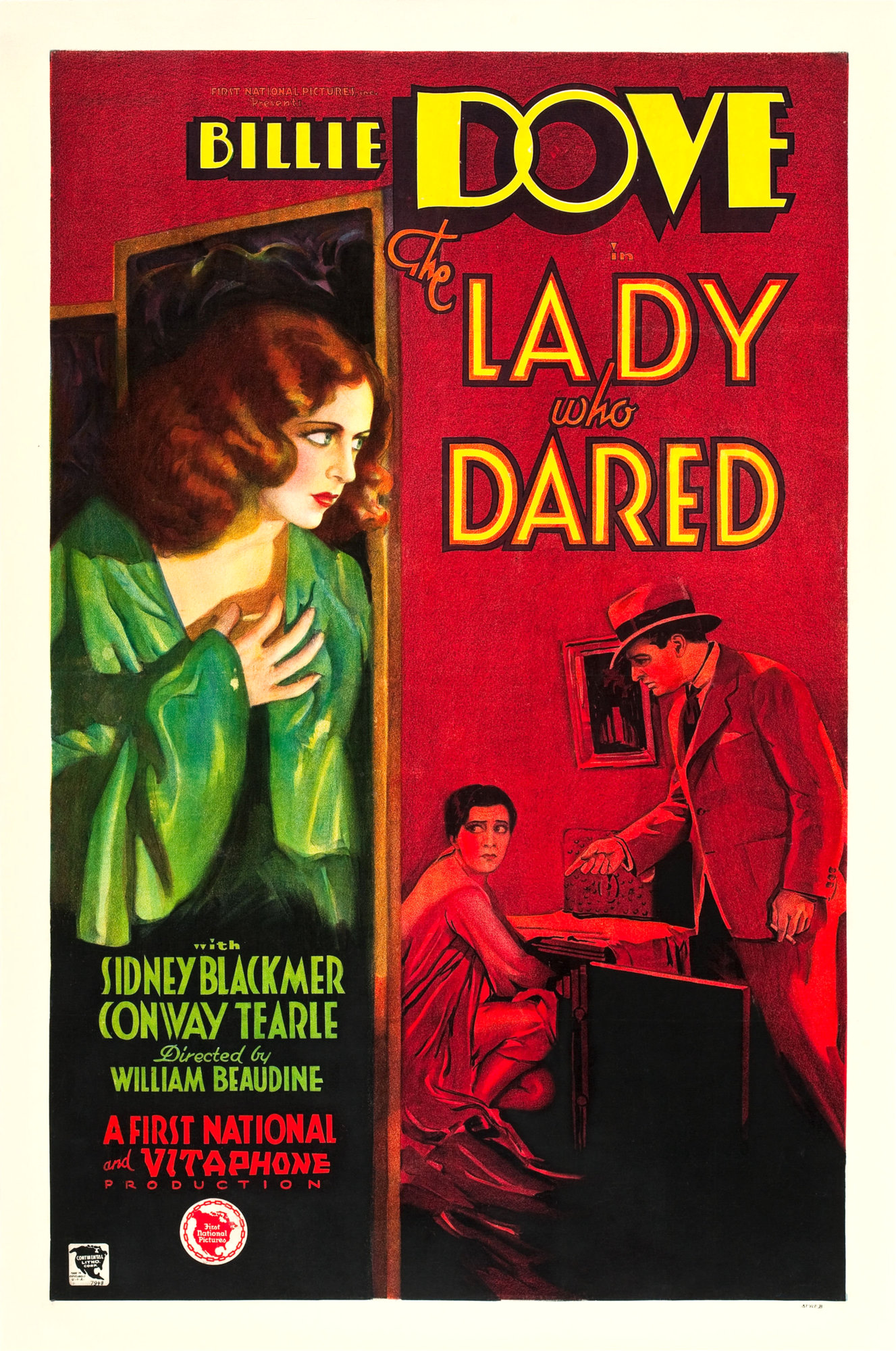
Locandina del film

La dama e l'avventuriero (The Lady Who Dared) è un film del 1931 diretto da William Beaudine.

## Trama
Trascurata dal marito, il vice-console Charles Townsend, troppo occupato dal suo lavoro, Margaret accetta l'invito a cena di Julianne Boone-Fleming e di suo marito Seton. Alla cena, partecipa anche Jack Norton: quando i due ospiti vengono lasciati soli, Norton bacia Margaret. Si tratta di una trappola: il maggiordomo, infatti, di nascosto scatta una foto della scena che servirà a ricattare Margaret.
I Boone-Fleming e Norton fanno parte di una banda di contrabbandieri. Margaret, cercando di recuperare la foto compromettente, si trova coinvolta in quella storia di contrabbando e corre il rischio di venir arrestata dagli agenti sulle tracce dei malviventi, venendo salvata dall'intervento di Norton.

## Produzione
Il film fu prodotto dalla First National Pictures (con il nome a First National-Vitaphone Picture).

## Distribuzione
Distribuito dalla Warner Bros. Pictures, uscì nelle sale cinematografiche statunitensi il 29 maggio 1931 con il titolo originale The Lady Who Dared.
La R&B Video, nel 2005, lo ha distribuito in VHS.
Il 22 marzo 2009, il film è stato presentato negli Stati Uniti al (CineFest).